# Ewa Frączek
Ewa Frączek (właściwie: Ewa Frączek-Biłat, ur. 24 sierpnia 1984 w Lublinie) – polska poetka, eseistka, absolwentka filozofii i historii na Uniwersytecie Marii Curie-Skłodowskiej, Studium Literacko-Artystycznego na Uniwersytecie Jagiellońskim i Polskiej Szkoły Reportażu. 

## Twórczość
Laureatka m.in. I nagrody w XI Ogólnopolskim Konkursie Poetyckim im. Marii Komarnickiej w 2013, nagrodzona w Ogólnopolskim Konkursie im. Dionizego Maliszewskiego w Ostrołęce (m.in. II nagroda w XXII edycji, w 2014), w konkursie o Złotą Wieżę Piastowską (II nagroda w 2015), w Ogólnopolskim Konkursie Poetyckim „O liść konwalii” im. Zbigniewa Herberta (II nagroda w 2015, I nagroda w 2017), w konkursie Wielki Iluminator odbywającego się w ramach festiwalu Fala Poprzeczna w Gdańsku (III nagroda w 2016, II nagroda w 2017), w Ogólnopolskim Turnieju Poetyckim "Autoportret jesienny" w Krotoszynie (I nagroda w 2018. 
Regularnie publikowała eseje i poezję m.in. w Kwartalniku Literacko-Artystycznym "Szafa" (w czasie ukazywania się periodyku) i (głównie poezję) w Babińcu Literackim. Sporadycznie publikuje w innych periodykach (eleWator, Bliza, Czas Kultury, Autograf, Odra) 
Autorka czterech książek poetyckich, z których dwie wydane zostały jako nagrody w ogólnopolskich konkursach poetyckich: Reorientacja (wydana przez Stowarzyszenie Żywych Poetów w 2017 jako wynik konkursu o Złoty Syfon im. Scherfera; pozycja nominowana była też do nagrody im. Klemensa Janickiego w Poznaniu) oraz Niedoskonałości (nagroda w konkursie Nowy Dokument Tekstowy przyznana przez Instytut Literatury w 2019; książka otrzymała też nominację w 7. Konkursie Poetyckim Fundacji Duży Format w kategorii "Po debiucie").  
Prowadzi warsztaty dla kobiet osadzonych w Areszcie Śledczym Warszawa-Grochów z ramienia Fundacji "Dom Kultury"; w ramach tej współpracy była redaktorką naczelną 6. numeru czasopisma dla osadzonych "W Kratkę".  

## Publikacje książkowe
- Podsłuchiwałam, Wyd. Bramasole, Warszawa 2011
- Reorientacja, Stowarzyszenie Żywych Poetów/Zeszyty Poetyckie, Brzeg-Gniezno 2017[13]
- Niedoskonałości, Instytut Literatury, Kraków 2019
- Jedyna taka rzeczywistość, Wydawnictwo Convivo, Warszawa 2023